# Arrestbyggnaden vid råd- och domstolshuset i Köpenhamn
Arrestbyggnaden vid råd- och domstolshuset i Köpenhamn (danska: Arrestbygningen ved råd- og domhuset) är en oljemålning från 1831 av den danske konstnären Martinus Rørbye (1783–1953). Målningen tillhör Statens Museum for Kunst i Köpenhamn sedan 1832.  
Målningen visar västra ändan av Slutterigatan i Indre By med baksidan av Domhuset och den ena av de inbyggda broarna över gatan till Arrestbyggnaden.